# El Popular (Granada)
El Popular fue un periódico editado en la ciudad española de Granada entre 1887 y 1898.

## Historia
Subtitulado «Diario granadino independiente de la tarde», inició su publicación el 1 de agosto de 1887. Pasó por varias etapas y matices en lo relativo a las ideas que propagaba. Tuvo una tirada de en torno a 3.500 ejemplares.
Su propietario y director, Carlos Luis de Funes, cedió en noviembre de 1896 el periódico y la imprenta a Jesús Cortés Sánchez, quien promovió una línea editorial más liberal. Entre sus colaboradores en esta etapa, figuraban Emilio Castelar, Alfonso Sánchez Pérez, Vicente Blasco Ibáñez y antiguos masones granadinos como Eduardo Bustamante, Luis Sansón Granados, Elías Pelayo, Eduardo García Carrera y Andrés Arenas.
El 31 de diciembre de 1896 se refundió en el diario la plantilla del semanario conservador La Opinión.
Su línea editorial cambió totalmente a principios de 1898, al hacerse cargo de la redacción el sacerdote Francisco R. Moreno Cortés, conocido integrista. El Popular pasó a defender planteamientos reaccionarios, convirtiéndose, según Francisco López Casimiro, en «un periódico decididamente integrista militante». Con frecuencia compartía artículos del madrileño El Siglo Futuro.
Entre los colaboradores de esta última etapa se encontraban Modesto López Iriarte, Manuel Montero Sierra, Francisco L. Hidalgo, entre otros, con José Rodríguez Contreras como director. En junio asumió la dirección Francisco Gil de Gibaja.